# 6-я гвардейская механизированная бригада
6-я гвардейская механизированная Волновахская дважды Краснознамённая, ордена Суворова бригада — гвардейская механизированная бригада Красной армии в годы Великой Отечественной войны.
Условное наименование — войсковая часть полевая почта (в/ч пп) № 05858.
Сокращённое наименование — 6 гв. мехбр.

## История формирования
Бригада ведёт свою историю от 1209-го стрелкового полка 363-й стрелковой дивизии сформированного 9 декабря 1941 года в районе Камышлова Свердловской области. за проявленную отвагу и стойкость личного состава, приказом НКО СССР № 78, от 17 марта 1942 года, 363-й стрелковой дивизии было присвоено почётное звание «Гвардейская» и новый войсковой номер — 22-я гвардейская стрелковая дивизия, а 1209-й стрелковый полк был переформирован в 67-й гвардейский стрелковый полк.
Приказом НКО СССР № 00220 от 22 октября 1942 года 22-я гвардейская стрелковая дивизия была преобразована во 2-й гвардейский механизированный корпус, на базе входившего в неё 67-го гвардейского стрелкового полка, директивой заместителя НКО СССР № орг/2/2510 от 24 октября 1942 года, была сформирована 6-я гвардейская механизированная бригада. Формирование бригады проходило в городе Моршанске в период с 15 ноября по 6 декабря 1942 года. В состав бригады был передан 25-й гвардейский танковый полк сформированный из 217-й танковой бригады с численным составом: средний командный состав — 78 человек, младший командный состав — 144 человек, рядовой состав — 102 человека.
Численный и боевой состав на день окончания формирования:
- Личный состав: средний командный состав — 336 человек, младший командный состав — 799 человек, рядовой состав — 3199 человек;
- Вооружение: винтовок — 2022, автоматов ППШ — 1254, ручных пулемётов — 99, станковых пулемётов — 45, ружей ПТР — 69, орудий 76-мм — 4, орудий ПТО — 12, миномётов 50-мм — 34, миномётов 80-мм — 37, миномётов 120-мм — 6, пулемётов ДШК — 9;
- Техника: танков Т-34 — 23, танков Т-70 — 16, бронемашин БА-64 — 12, автомашин легковых — 3, автомашин грузовых — 263, автомашин специальных — 222, мотоциклов — 9.

## Участие в боевых действиях
Период вхождения в действующую армию: 15 декабря 1942 года — 6 мая 1944 года, 29 сентября 1944 года — 11 мая 1945 года.
7 — 8 декабря 1942 года бригада шестью эшелонами со станций Моршанск, Коршуновка и разъезда Базево выехала в новый район дислокации — станция Иловля Сталинградской области.
28 апреля 1945 года 6-я гвардейская механизированная бригада была выведена из боя, после чего передала 4-й гвардейской механизированной бригаде свой артиллерийский дивизион, миномётный батальон, 2-й мотострелковый батальон и 8 танков 25-го гвардейского танкового полка. После 28 апреля бригада боевых действий не вела.

## Состав
На момент формирования:
- Управление бригады
- 1-й отдельный мотострелковый батальон
- 2-й отдельный мотострелковый батальон
- 3-й отдельный мотострелковый батальон
- Артиллерийский дивизион
- Миномётный батальон
- Рота автоматчиков
- Рота ПТР
- Разведывательная рота
- Зенитно-пулемётная рота
- Рота управления
- Рота технического обеспечения
- Инженерно-минная рота
- Санитарный взвод
- 25-й гвардейский танковый полк (штат № 010/552)[6][7]
  - 1-я танковая рота (Т-34 12 шт)
  - 2-я танковая рота (Т-34 11 шт)
  - 3-я танковая рота (Т-70 16 шт)
  - Рота управления
  - Рота технического обеспечения

Директивой НКО СССР № 1125236 от 21 марта 1943 года переведена на штаты:
- Управление бригады (штат № 010/420)
- 1-й мотострелковый батальон (штат № 010/421)
- 2-й мотострелковый батальон (штат № 010/421)
- 3-й мотострелковый батальон (штат № 010/421)
- 457-й миномётный батальон (штат № 010/422)
- 461-й артиллерийский дивизион (штат № 010/423)
- Рота ПТР (штат № 010/424)
- Рота автоматчиков (штат № 010/425)
- Разведывательная рота (штат № 010/426)
- Рота управления (штат № 010/427)
- Рота технического обеспечения (штат № 010/428)
- Инженерно-минная рота (штат № 010/429)
- Автомобильная рота (штат № 010/430)
- Медико-санитарный взвод (штат № 010/431)
- Зенитно-пулемётная рота (штат № 010/451)
- 25-й гвардейский танковый полк (штат № 010/414)

## В составе
| Подчинение     | Подчинение            | Подчинение                     | Подчинение                              | Подчинение |
| Дата           | Фронт (военный округ) | Армия                          | Корпус                                  | Примечания |
| -------------- | --------------------- | ------------------------------ | --------------------------------------- | ---------- |
| 1.12.1942 года | Резерв Ставки ВГК     | 2-я гвардейская танковая армия | 2-й гвардейский механизированный корпус | -          |
| 1.01.1943 года | Южный фронт           | 2-я гвардейская танковая армия | 2-й гвардейский механизированный корпус | -          |
| 1.02.1943 года | Южный фронт           | 2-я гвардейская танковая армия | 2-й гвардейский механизированный корпус | -          |
| 1.03.1943 года | Южный фронт           | -                              | 2-й гвардейский механизированный корпус | -          |
| 1.04.1943 года | Южный фронт           | 2-я гвардейская танковая армия | 2-й гвардейский механизированный корпус | -          |
| 1.05.1943 года | Южный фронт           | 2-я гвардейская танковая армия | 2-й гвардейский механизированный корпус | -          |
| 1.06.1943 года | Южный фронт           | 2-я гвардейская танковая армия | 2-й гвардейский механизированный корпус | -          |
| 1.07.1943 года | Южный фронт           | 2-я гвардейская танковая армия | 2-й гвардейский механизированный корпус | -          |
| 1.08.1943 года | Южный фронт           | 2-я гвардейская танковая армия | 2-й гвардейский механизированный корпус | -          |
| 1.09.1943 года | Южный фронт           | 2-я гвардейская танковая армия | 2-й гвардейский механизированный корпус | -          |
| 1.10.1943 года | Южный фронт           | 2-я гвардейская танковая армия | 2-й гвардейский механизированный корпус | -          |
| 1.11.1943 года | 4-й Украинский фронт  | 2-я гвардейская танковая армия | 2-й гвардейский механизированный корпус | -          |
| 1.12.1943 года | 4-й Украинский фронт  | 2-я гвардейская танковая армия | 2-й гвардейский механизированный корпус | -          |
| 1.01.1944 года | 4-й Украинский фронт  | -                              | 2-й гвардейский механизированный корпус | -          |
| 1.02.1944 года | 4-й Украинский фронт  | -                              | 2-й гвардейский механизированный корпус | -          |
| 1.03.1944 года | 3-й Украинский фронт  | -                              | 2-й гвардейский механизированный корпус | -          |
| 1.04.1944 года | 3-й Украинский фронт  | -                              | 2-й гвардейский механизированный корпус | -          |
| 1.05.1944 года | 3-й Украинский фронт  | -                              | 2-й гвардейский механизированный корпус | -          |
| 1.06.1944 года | Резерв Ставки ВГК     | -                              | 2-й гвардейский механизированный корпус | -          |
| 1.07.1944 года | Резерв Ставки ВГК     | -                              | 2-й гвардейский механизированный корпус | -          |
| 1.08.1944 года | Резерв Ставки ВГК     | -                              | 2-й гвардейский механизированный корпус | -          |
| 1.09.1944 года | Резерв Ставки ВГК     | -                              | 2-й гвардейский механизированный корпус | -          |
| 1.10.1944 года | 2-й Украинский фронт  | -                              | 2-й гвардейский механизированный корпус | -          |
| 1.11.1944 года | 2-й Украинский фронт  | -                              | 2-й гвардейский механизированный корпус | -          |
| 1.12.1944 года | 2-й Украинский фронт  | 46-я армия                     | 2-й гвардейский механизированный корпус | -          |
| 1.01.1945 года | 3-й Украинский фронт  | -                              | 2-й гвардейский механизированный корпус | -          |
| 1.02.1945 года | 3-й Украинский фронт  | -                              | 2-й гвардейский механизированный корпус | -          |
| 1.03.1945 года | 2-й Украинский фронт  | 46-я армия                     | 2-й гвардейский механизированный корпус | -          |
| 1.04.1945 года | 2-й Украинский фронт  | 46-я армия                     | 2-й гвардейский механизированный корпус | -          |
| 1.05.1945 года | 2-й Украинский фронт  | 6-я гвардейская танковая армия | 2-й гвардейский механизированный корпус | -          |

## Командование бригады

### Командиры бригады
- Чепурной, Николай Миронович (18.11.1942 — 09.01.1943), гвардии подполковник (тяжело ранен);
- Виноградов, Виктор Андреевич (09.01.1943 — 12.01.1943), гвардии подполковник (пропал без вести);
- Рахманов, Василий Мартынович (15.01.1943 — 19.01.1943), гвардии майор (пропал без вести);
- Бржезовский, Александр Сиович (19.01.1943 — 21.01.1943), гвардии полковник (убит);
- Горбачев, Михаил Иванович (22.01.1943 — 17.03.1943), гвардии майор;
- Вашилов, Игнатий Аверьянович (18.03.1943 — 09.04.1943), гвардии подполковник;
- Барладян, Григорий Петрович (09.04.1943 — 11.08.1943), гвардии подполковник;
- Дежуров, Илья Михайлович (12.08.1943 — 01.09.1943), гвардии подполковник;
- Артёменко, Василий Михайлович (01.09.1943 — 09.02.1944), гвардии полковник;
- Рослов, Александр Петрович (10.02.1944 — 23.05.1944), гвардии полковник;
- Каневский, Василий Антонович (23.05.1944 — 15.11.1944), гвардии полковник;
- Кириллов, Александр Николаевич (20.11.1944 — 15.12.1944), гвардии подполковник;
- Сафиулин, Нуртдин Сафиуллович (15.12.1945 — 10.06.1945), гвардии полковник[9][10]

### Заместители командира бригады по строевой части
- Кириллов Александр Николаевич (12.1943 — 19.11.1944), гвардии подполковник

### Заместители командира бригады по политической части
- Козниделов Михаил Леонтьевич (12.1942 — 19.01.1943), гвардии подполковник (пропал без вести)

### Начальники штаба бригады
- Маршков Иван Никифорович (18.11.1942 — 24.11.1942), гвардии капитан;
- Дроздов Василий Александрович (24.11.1942 — 20.12.1942), гвардии майор;
- Боев Николай Стефанович (20.12.1942 — 19.01.1943), гвардии капитан (пропал без вести);
- Тимошенко (20.01.1943 — 01.04.1943), гвардии капитан;
- Иванов Владимир Иванович (02.04.1943 — 09.04.1943), гвардии майор;
- Малышев (09.04.1943 — 11.08.1943), гвардии капитан;
- Власов (11.08.1943 — 01.10.1943), гвардии майор;
- Поликарпов Олег Фёдорович (01.10.1943 — 08.02.1944), гвардии майор;
- Егоров Александр Георгиевич (08.02.1944 — 31.05.1944), гвардии подполковник;
- Бобров Ефим Фомич (31.05.1944 — 10.06.1945), гвардии подполковник[10]

## Отличившиеся воины
| Награда | Ф. И. О.                      | Должность                                                            | Звание  | Дата награждения                 | Примечания                                                                 |
| ------- | ----------------------------- | -------------------------------------------------------------------- | ------- | -------------------------------- | -------------------------------------------------------------------------- |
|         | Евсюков Николай Павлович      | командир 2-й стрелковой роты 2-го мотострелкового батальона          | гвардии | 24.03.1945                       | погиб 3 ноября 1944 года, похоронен в Иллё (Венгрия), в 1974 году в Эркень |
|         | Каневский Александр Денисович | командир взвода бронетранспортёров разведроты                        | гвардии | 03.06.1944                       |                                                                            |
|         | Рой Алексей Хрисанфович       | помощник командира взвода разведывательной роты                      | гвардии | 15.05.1946                       |                                                                            |
|         | Сурошников Михаил Матвеевич   | командир 57-мм артиллерийской батареи 3-го мотострелкового батальона | гвардии | 28.04.1945                       |                                                                            |
|         | Стрепенюк Сергей Илларионович | командир бронетранспортёра разведроты                                | гвардии | 15.03.1944 29.06.1944 15.05.1946 |                                                                            |

## Награды и почётные наименования
| Награда (наименование)               | Дата награждения                                                                            | За что получена |
| ------------------------------------ | ------------------------------------------------------------------------------------------- | --- |
| Почётное звание «Гвардейская»        | присвоено приказом Народного комиссара обороны СССР № 00220 от 22 октября 1942 года         | сформирована гвардейской на базе 67-го гвардейского стрелкового полка                                                                                   |
| Почётное наименование «Волновахская» | присвоено приказом Верховного главнокомандующего № 11 от 10 сентября 1943 года              | в ознаменование одержанной победы за отличия в боях за освобождение городов Мариуполь, Волноваха, Чаплино, Барвенково                                   |
| Орден Красного Знамени               | награждена указом Президиума Верховного Совета СССР от 13 февраля 1944 года                 | за образцовое выполнение боевых задании командования в боях за ликвидацию Никопольского плацдарма немцев и проявленные при этом доблесть и мужество     |
| Орден Красного Знамени               | награждена указом награждена указом Президиума Верховного Совета СССР от 5 апреля 1945 года | за образцовое выполнение заданий командования в боях с немецкими захватчиками при овладении городом Будапешт и проявленные при этом доблесть и мужество |
| Орден Суворова II степени            | награждена указом награждена указом Президиума Верховного Совета СССР от 23 марта 1944 года | за образцовое выполнение заданий командования в боях за освобождение городов Херсона, Берислава и проявленные при этом доблесть и мужество              |

Также был удостоен наград и почётных наименований входивший в состав бригады
| 25-й гвардейский танковый орденов Кутузова и Богдана Хмельницкого полк | 25-й гвардейский танковый орденов Кутузова и Богдана Хмельницкого полк    | 25-й гвардейский танковый орденов Кутузова и Богдана Хмельницкого полк |
| Награда (наименование)                                                 | Дата награждения                                                          | За что получена |
| ---------------------------------------------------------------------- | ------------------------------------------------------------------------- | --- |
| Почётное звание «Гвардейский»                                          | присвоено приказом Народного комиссара обороны СССР                       | |
| Орден Богдана Хмельницкого II степени                                  | награждён указом Президиума Верховного Совета СССР от 28 мая 1945 года    | за образцовое выполнение заданий командования в боях с немецкими захватчиками при овладении городом Брно и проявленные при этом доблесть и мужество                                        |
| Орден Кутузова III степени                                             | награждён указом Президиума Верховного Совета СССР от 26 апреля 1945 года | за образцовое выполнение заданий командования в боях с немецкими захватчиками при овладении городами Секешфехервар, Мор, Зирез, Веспрем, Эньинг и проявленные при этом доблесть и мужество |

## Послевоенная история
Директивой ставки Ставки ВГК № 11098 от 29 мая 1945 года 6-я гвардейская механизированная бригада в составе 2-го гвардейского механизированного корпуса с 15 июня 1945 года вошла в Южную группу войск.

В июне 1945 года, в связи с сокращением вооружённых сил СССР, 6-я гвардейская механизированная бригада была преобразована в 6-й гвардейский механизированный полк (в/ч пп 05858) 2-й гвардейской механизированной дивизии (в/ч пп 16132), 25-й гвардейский танковый полк преобразован в 25-й гвардейский отдельный танковый батальон.
10 июня 1946 года 2-я гвардейская механизированная дивизия вошла в состав 10-й механизированной армии, 15 июня 1947 года армия была расформирована. 20 декабря 1947 года 2-я дивизия вошла в состав Отдельной механизированной армии с местом дислокации Крайова. В августе 1949 года 2-я дивизия вышла из состава Отдельной армии и передислоцировалась в Венгрию.
В сентябре 1955 года 2-я дивизия вошла в состав вновь созданного Особого корпуса (в/ч пп 78056). По состоянию на 20 октября 1956 года штаб 2-й дивизии и 5-й полк дислоцировались в Кечкемет, а 6-й полк в Сольнок.
В октябре — ноябре 1956 года 2-я дивизия принимала активное участие в наведении порядка во время Венгерского восстания в Эстергоме, Будапеште и прилегающих районах. 23 октября в составе 6 тысяч человек, 290 танков, 120 БТР и 156 орудий, выдвинулась в город Будапешт, в местах постоянной дислокации остались только незначительные силы прикрытия. К концу дня 24 октября с помощью 2-й дивизии город фактически полностью перешёл под контроль правительства.
В декабре 1956 года 2-я гвардейская механизированная дивизия была переформирована в 19-ю гвардейскую танковую дивизию. 15 декабря 1956 года 6-й гвардейский механизированный полк был преобразован в 6-й гвардейский мотострелковый полк и передан в 21-ю гвардейскую танковую дивизию (в/ч пп 30206) с местом дислокации Южная группа войск Веспрем. 11 января 1965 года 21-й дивизия переименована в 13-ю гвардейскую танковую Полтавскую ордена Ленина дважды Краснознамённую, орденов Суворова и Кутузова дивизию.
В сентябре 1989 года 13-я гвардейская танковая дивизия и входящий в неё 6-й гвардейский мотострелковый полк были выведены в Одесский военный округ (Крым, п.г.т. Советский) и в ноябре 1991 года расформированы.